# Campanula quercetorum
Campanula quercetorum är en klockväxtart som beskrevs av Hub.-mor. och C.Simon. Campanula quercetorum ingår i släktet blåklockor, och familjen klockväxter. Inga underarter finns listade i Catalogue of Life.